# Sebastian Rahtz

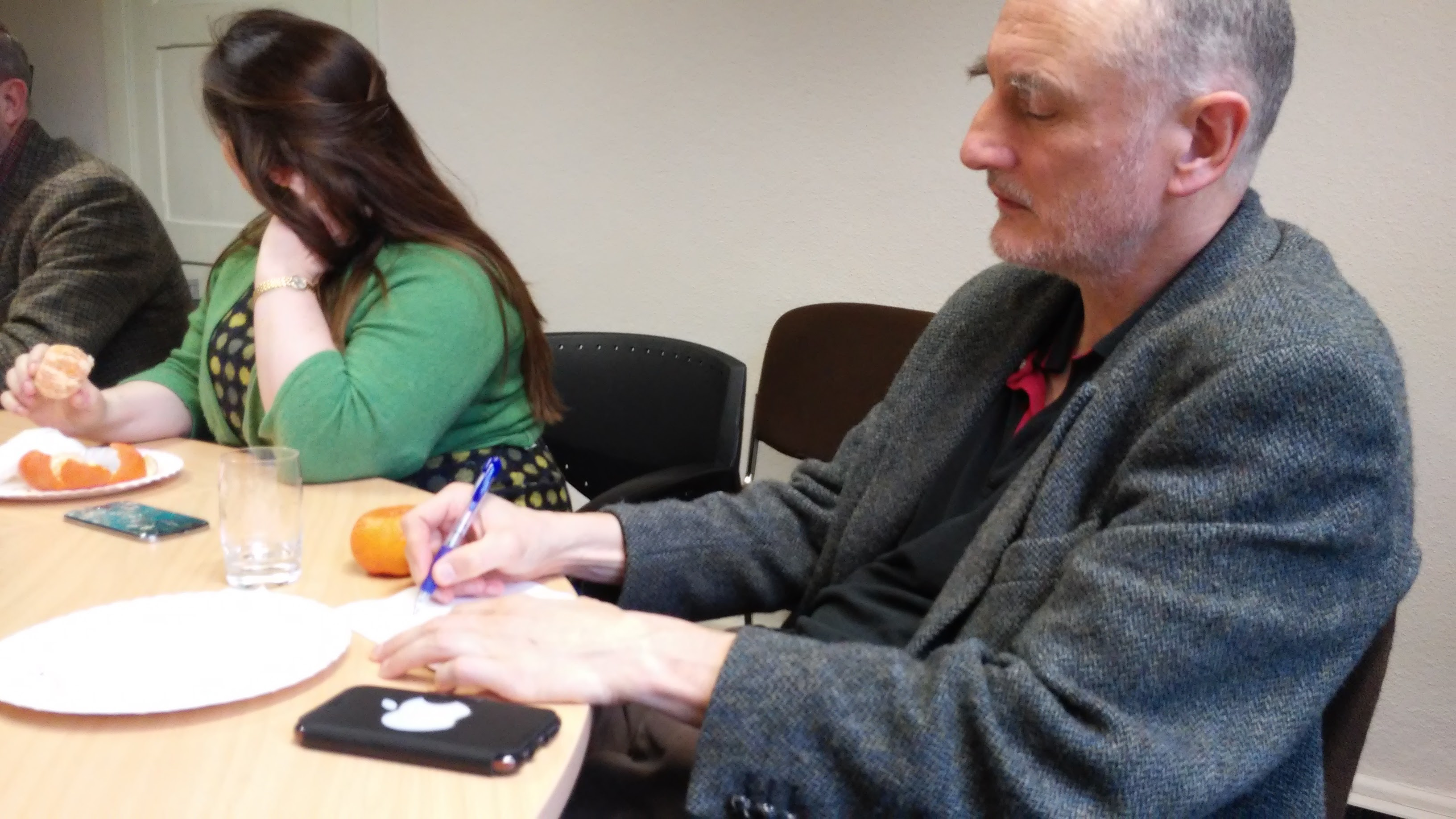
Sebastian Rahtz im März 2015 in Berlin

Sebastian Patrick Quintus Rahtz, SPQR, (geboren am 13. Februar 1955 in Bristol; gestorben am 15. März 2016 in Oxford) war ein britischer Informatiker auf dem Feld der Digital Humanities und Lexikograph.

## Leben
Sebastian Rahtz, fünftes Kind (Quintus) des auf Somerset und Umgebung spezialisierten Archäologen Philip Rahtz (1921–2011), studierte Classics und Neugriechisch an der Universität Oxford und machte seinen Master of Arts in Archäologie 1981 an der Universität London. Thema seiner Masterarbeit war Funerary Epitaphs and Iconography: An Analysis of the Protestant Cemetery, eine Arbeit über den Protestantischen Friedhof in Rom.
Nachdem er einige Jahre als Archäologe gearbeitet hatte, wandte er sich der EDV zu und wurde in den frühen 1980er-Jahren Lecturer für Humanities computing an der Universität Southampton, wo der Informatiker David W. Barron (1935–2012) lehrte. Über ihn kam Sebastian Rahtz erstmals in Kontakt mit dem Textsatzsystem TeX. Für die nächsten Jahrzehnte wurde er wichtiges Mitglied verschiedener Initiativen im Bereich der Digital Humanities, war 1996 Begründer des Projektes TeX Live und einer der Pioniere in der Text Encoding Initiative (TEI). Für TEI leistete er wichtige Beiträge bei Aufbau und Wartung eines Großteils der technischen Infrastruktur und der zugehörigen Software, wie etwa deren XSLT-Stylesheets und die webbasierte Konvertierungs-Engine OxGarage, CLAROS, das Oxford Text Archive, die Text Creation Partnership und OSS Watch, einen vom Joint Information Systems Committee finanzierten nationalen Beratungsdienst für Open-Source-Software. Im Jahr 1982 kam er zum Team des Lexicon of Greek Personal Names (LGPN) an der Universität Oxford und unterstützte Elaine Matthews bei der Konvertierung der LGPN-Datenbank in eine XML-Datenbank. Die Umstellung war Grundlage der aktuellen Online-Datenbanksuche und von grundlegender Bedeutung für die langfristige Wartung und den Austausch der Lexikondaten.
Nach einer Station beim Wissenschaftsverlag Elsevier arbeitete er von 1990 bis 2015 für die Oxford University Computing Services (OUCS), seit 2012 unter dem Namen IT Services geführt. Er wurde Leiter der Informations- und Supportgruppe der OUCS, 2010 dann einer der Direktoren der Academic IT Group und Mitglied des Senior Management Teams. Im Jahr 2014 wurde er zum Chief Data Architect ernannt. Aus gesundheitlichen Gründen zog er sich 2015 zurück, im Jahr darauf starb er an einem Hirntumor. Die Universität Oxford veranstaltete am Wolfson College, dessen Mitglied Rahtz war, ein eintägiges Event, um ihm zu Gedenken.

## Veröffentlichungen (Auswahl)
- mit Michel Goossens: The LaTeX Web Companion: Integrating TeX, HTML, and XML. Addison-Wesley.
- mit Frank Mittelbach, Michel Goossens: The LaTex Graphics Companion: Illustrating Documents with TeX and PostScript. Addison-Wesley.
- mit Helmut Kopka, Patrick W. Daly: Guide to LaTeX. Addison-Wesley
- mit Helmut Kopka: LaTeX: Eine Einführung. Addison-Wesley.
- mit Trevor Rowley: Middleton Stoney – Excavation and Survey in a North Oxfordshire Parish 1970–1982. Oxford University Department for External Study, Oxford 1984.
- mit Paul Reilly (Hrsg.): Archaeology and the Information Age: A Global Perspective. Routledge, London 1992.
- TeX live 6b. Lehmanns, Berlin 2001.